# Eduardo Herrera Aguirre
Eduardo Herrera Aguirre (* 25. Juli 1988 in Mexiko-Stadt) ist ein mexikanischer Fußballspieler, der bei den Glasgow Rangers unter Vertrag steht, und an Club Necaxa verliehen ist.

## Karriere

### Verein
Eduardo Herrera wurde im Jahr 1988 in Mexiko-Stadt geboren. Seine Profikarriere begann er 2007 bei den Pumas Morelos, dem Filialteam der UNAM Pumas. Für den mexikanischen Zweitligisten absolvierte er bis 2011 73 Ligaspiele und erzielte 19 Tore. Ab 2011 spielte er schließlich für die UNAM Pumas aus Mexiko-Stadt. Bei den Pumas spielte er unterbrochen von zwei Leihen zu Santos Laguna und CD Veracruz insgesamt sechs Jahre. Zusammen mit seinem Landsmann Carlos Alberto Peña wechselte Eduardo Herrera im Juni 2017 für eine Ablösesumme zu den Glasgow Rangers nach Schottland. Im Juli 2018 wurde Herrera an Santos Laguna verliehen. An den Verein war er bereits von 2013 bis 2014 verliehen. Im Januar 2019 wurde Herrera an den Club Necaxa verliehen.

### Nationalmannschaft
Eduardo Herrera spielte im Jahr 2015 neunmal in der Mexikanischen Nationalmannschaft. Sein Debüt gab er am 29. März 2015 während eines Freundschaftsspiel im Los Angeles Memorial Coliseum gegen Ecuador, als er für Chicharito eingewechselt wurde. Zwei Tage später erzielte der Stürmer gegen Paraguay im Arrowhead Stadium in Kansas City den 1:0-Siegtreffer und damit sein erstes Tor für Mexiko. In seinem vierten Länderspiel konnte Eduardo Herrera gegen Guatemala zwei Treffer erzielen. Im gleichen Jahr nahm er mit der Nationalelf an der Copa América in Chile teil. Dort absolvierte er seine beiden letzten von insgesamt neun Einsätzen für die A-Nationalmannschaft seines Heimatlandes.